# Taraneh Records
Taraneh Records é uma gravadora sediada em Los Angeles, Califórnia. O foco da gravadora é na Música Iraniana. A Taraneh Records é a maior fabricante e distribuidora de mídia iraniana (ou persa), incluindo CDs, DVDs e VHSs nos Estados Unidos. Ela tem uma vasta seleção de CDs musicais e filmes em DVDs, tanto recentes quanto antigos. 

## Artistas notáveis
Artistas e bandas que gravaram com a Taraneh Recors incluem: